# Хрдлоржези (Млада Болеслав)
Хрдлоржези (чеш. Hrdlořezy) је насељено мјесто са административним статусом сеоске општине (чеш. obec) у округу Млада Болеслав, у Средњочешком крају, Чешка Република.

## Становништво
Према подацима о броју становника из 2014. године насеље је имало 711 становника.